# SGS Essen
Az SGS Essen, teljes nevén Sportgemeinschaft Essen-Schönebeck 19/68 e. V. egy német női labdarúgócsapat, amely a német női első osztályban szerepel. 

## Klubtörténet
Miután 1973. március 21-én az SC Grün-Weiß Schönebeck megalapította női tagozatát több éven keresztül alsóbb ligákban szerepeltek, majd 1992-ben egy szinttel sikerült feljebb lépniük, de a Regionalligába csak 1999-ben vetettek gyökeret. Ekkor az 1919-ben alapított VfB Borbeck és az 1968-ban alapított SC Grün-Weiß Schönebeck egyesülésével jött létre 2000-ben az SG Essen-Schönebeck együttese.
2003-ban felülmúlták terveiket, amely a következő évben induló 2. Bundesliga részvétel lett volna, azonban az együttes megnyerte a regionális pontvadászatot, így egyből az élvonalba jutottak. A 2012–13-as szezonban névváltoztatáson ment keresztül a klub, azóta minden női és lánycsapat SGS Essen néven versenyez.
Az évek során a bajnokság középcsapatává váltak, eddigi legjobb eredményüket pedig a 2018–2019-es szezonban érték el az előkelő 4. helyezéssel. A bajnoki sikerek mellett két alkalommal jutottak a DFB-kupa döntőjébe, de a 2013–14-es fináléban az 1. FFC Frankfurt, a 2019–20-as sorozatban pedig a VfL Wolfsburg bizonyult jobbnak.

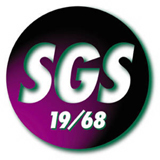
A csapat 2012-ig használt címere.

## Sikerek
- Regionalliga West (1): 2003–04

## Játékoskeret
2025. július 29-től
| #  |     | Poszt | Név                |
| -- | --- | ----- | ------------------ |
| 1  | GER | K     | Kim Sindermann     |
| 21 | GER | K     | Luisa Palmen       |
| 24 | GER | K     | Pia Lucassen       |
| 3  | GER | V     | Mailin Tenhagen    |
| 5  | GER | V     | Paula Flach        |
| 8  | GER | V     | Vanessa Fürst      |
| 15 | GER | V     | Laura Pucks        |
| 16 | GER | V     | Jacqueline Meißner |
| 18 | GER | V     | Lena Ostermeier    |
| 19 | GER | V     | Beke Sterner       |
| 26 | GER | V     | Lany Mia Bäcker    |
| 2  | GER | KP    | Julie Terlinden    |

| #  |     | Poszt | Név                |
| -- | --- | ----- | ------------------ |
| 6  | GER | KP    | Jette ter Horst    |
| 7  | AUT | KP    | Lilli Purtscheller |
| 10 | GER | KP    | Natasha Kowalski   |
| 14 | BEL | KP    | Shari van Belle    |
| 23 | GER | KP    | Julia Debitzki     |
| 25 | GER | KP    | Paulina Platner    |
| 31 | GER | KP    | Jana Feldkamp      |
| 9  | GER | CS    | Ramona Maier       |
| 11 | GER | CS    | Laureta Elmazi     |
| 13 | GER | CS    | Maike Berentzen    |
| 20 | GER | CS    | Leonie Köpp        |
| 28 | GER | CS    | Kassandra Potsi    |

## Korábbi híres játékosok
| - Aline Allmann - Nicole Anyomi - Vanessa Baudzus - Linda Bresonik - Linda Dallmann - Sara Doorsoun - Annika Enderle - Jana Feldkamp - Margarita Gidion - Madeline Gier - Elena Hauer - Marina Hegering - Melanie Hoffmann - Ursula Holl - Mandy Islacker - Emely Joester - Stina Johannes - Susanne Kasperczyk - Turid Knaak | - Kathrin Längert - Isabelle Linden - Daniela Löwenberg - Kyra Malinowski - Claudia Mandrysch - Stephanie Mpalaskas - Barbara Müller - Jutta Nardenbach - Lena Oberdorf - Ramona Petzelberger - Katharina Piljić - Lily Reimöller - Annalena Rieke - Lea Schüller - Shelley Thompson - Carlotta Wamser - Stefanie Weichelt - Lisa Weiß - Inka Wesely | - Manjou Wilde - Sophia Winkler - Geldona Morina - Maria Edwards - Eléni Márkú - Szofía Náti - Jill Baijings - Jackie Groenen - Dominique Janssen - Sharon Beck - Andó Kozue - Brittany Timko - Emily Zurrer - Marlene Kowalik - Gáspár Cecília - Valentina Kröll - Carole Costa - Ana Leite - Emma Mitchell |

## Külső hivatkozások
- Hivatalos honlap
- playmakerstats
- soccerway
- soccerdonna